# فرانك باولوس
فرانك باولوس (بالألمانية: Frank Paulus)‏ هو لاعب كرة قدم ألماني في مركز ظهير، ولد في 7 سبتمبر 1978 في فتسلار في ألمانيا. لعب مع ألمانيا آخن ودينامو درسدن وساتشسين لايبزيغ ونادي كولن وهولشتاين كيل.

## وصلات خارجية
- فرانك باولوس على موقع قاعدة بيانات كرة القدم.إي يو (الإنجليزية)
- فرانك باولوس على موقع بيانات كرة القدم. دي إي (الألمانية)
- فرانك باولوس على موقع عالم كرة القدم.نت (الإنجليزية)